# Ragazzo della Bovisa
Ragazzo della Bovisa è uno dei più celebri romanzi di Ermanno Olmi, edito per la prima volta nel 1986 dalla casa editrice Camunia di Raffaele Crovi. In seguito è stato ristampato nel 2006 presso la casa editrice Mondadori, collana "Piccola Biblioteca Oscar". L'autore scrive questo romanzo tra il 1983 e il 1987, negli anni in cui la malattia di cui soffre lo costringe ad allontanarsi dall'attività cinematografica, rinunciando ad un lungometraggio sulla Milano degli anni della guerra, concepito a partire dai propri ricordi d'infanzia e di adolescenza. «Ormai quella storia apparteneva alla pagina» e, nel 1987, quando Ermanno Olmi guarisce della malattia, pensa di non far diventare questo romanzo un film.

## Trama
Il romanzo racconta una vicenda dai caratteri marcatamente autobiografici. Il protagonista è un ragazzo di quinta elementare che sperimenta la drammaticità della guerra, la perdita del padre e le prime infatuazioni amorose.
La vicenda è principalmente ambientata alla Bovisa, un quartiere popolare di Milano e si apre con l'annuncio del Duce dell'entrata in guerra dell'Italia. La notizia non turba l'animo del protagonista, concentrato nel costruire il proprio rapporto con Sarina, una ragazza del quartiere, di cui si è infatuato.
La città diventa il bersaglio degli Inglesi che bombardano fabbriche e stazioni e la popolazione, per sfuggire all'attacco, utilizza le cantine delle proprie abitazioni, come rifugio antiaereo. La cantina della famiglia del protagonista viene condivisa con quella di Sarina: il volto della ragazza, immerso nel buio del nascondiglio, alimenta l'innamoramento dell'io-narrante.
Questo clima di violenza riaccende nel padre del protagonista il ricordo della prima guerra mondiale, come lo stile di vita di studenti e lavoratori, e ricorda ai suoi cari la tremenda somiglianza che sussiste fra ogni guerra.
Con l'estate il ragazzo si trasferisce dalla nonna, a Treviglio. Il pensiero della guerra, anche durante lo sfollamento, passa in secondo piano per lasciare posto alle uscite con le ragazze.
Le vacanze proseguono in colonia, un luogo sicuro, lontano dai bombardamenti. Questa esperienza porta ad una nuova maturazione del protagonista: egli si accorge, infatti, del tempo che scorre inesorabilmente, facendolo allontanare sempre più dall'infanzia. L'unico appiglio che gli permette di ricordare la guerra è il buio delle città vicine.
A settembre ritorna in città. Qui si trovano i bambini che vivono la guerra come un divertimento, giocando alle “bombe contraeree”, a questa immagine si contrappone l'esperienza di una bomba vera e propria sganciata da un cacciabombardiere. Nel frattempo, le famiglie si preoccupano di fare delle scorte, ad esempio di caffè, alimento non più reperibile sul mercato e tenuto nascosto dalla mamma del protagonista per celebrare eventi importanti. Il suo odore ricorda al protagonista la quotidianità interrotta dalla guerra e lo fa riflettere su come la storia muti l'andamento della vita.
A cambiare, però, non è solo l'andamento della vita quotidiana, ma anche la stessa fisionomia della città, che si sta trasformando in un insieme di macerie, a causa dei frequenti bombardamenti; per questo motivo i genitori del protagonista decidono di farlo tornare in colonia, per sfuggire ai bombardamenti. Qui l'eco delle bombe lontane si alterna alle esperienze amorose del gruppetto di ragazzi di cui il protagonista fa parte.
L'Italia, nel frattempo, esce dalla guerra e sarà ben presto occupata dalla Germania. I soldati tedeschi che stazionano fuori dalla colonia per controllare la situazione, per cercare di intercettare le conversazioni dei nemici. Uno di questi soldati si diverte a giocare a calcio con loro i ragazzi, ma, quella stessa notte, partecipa al massacro di 40 persone.
Questo fatto getta nello sgomento il protagonista e gli altri ragazzi, che non riescono a credere che il giovane nazista, che giocava con loro a calcio, avesse potuto uccidere delle persone.
Le giornate in colonia trascorrono nell'attesa delle visite dei genitori o delle lettere della mamma; l'amicizia con Bonacossa, gli incontri con le ragazze e le partite di calcio animano il periodo trascorso nell'istituto.
A Natale, il protagonista ritorna a Treviglio, a casa dalla nonna. Incontra Bambina, con la quale scambia il primo bacio. La sera stessa, giunge la notizia che il padre è ammalato ed è ricoverato a Milano; poco dopo morirà.
Il romanzo si conclude con il ritorno nella casa in via Cantoni, la liberazione dal fascismo e i giorni successivi di festa nei quali si ballava allegramente nei cortili delle case.

## Personaggi

### Padre
Uomo umile e mite, il cui odore ricorda al ragazzo la puzza di un'officina; prese parte alla Grande guerra come soldato di trincea;

### Madre
Donna ordinata, meticolosa e ligia al dovere.

### Bambina
La ragazza con la quale scambia il primo bacio. Lavorava come sarta e portava sempre una lunga treccia.

### Fratello maggiore
Studente modello, un ragazzo maturo, tanto da sembrare già adulto.

## Luoghi

### Bovisa
- Casa di via Cantoni: Casa della famiglia del protagonista, situata in via Cantoni dove trascorre la sua infanzia fino alla quinta elementare. Essendo la zona della Bovisa diventata poca sicura, si trasferisce in colonia. Durante la sua assenza, la casa viene bruciata dai bombardamenti. La famiglia ritorna in via Cantoni alla fine del secondo conflitto mondiale.

### Treviglio
- Casa della nonna: Casa della nonna del protagonista, luogo di villeggiatura estiva prima e luogo di rifugio successivamente.

### Lago Maggiore
- Colonia: Luogo di villeggiatura e luogo di residenza dove frequenta gli studi durante il periodo più duro della guerra.

### Strada
Molte scene del libro sono ambientate lungo le strade in cui il protagonista ha vissuto momenti cruciali della sua vicenda. È importante ricordare che, durante il periodo della guerra, la strada era il luogo di socialità e di comunità: i bambini giocavano, le massaie chiacchieravano, gli artigiani facevano pausa dal lavoro e, soprattutto, luogo in cui si sono svolti i festeggiamenti a seguito della liberazione.

## Analisi

### Il narratore
Il racconto è narrato in prima persona. Il protagonista, "il ragazzo" è lo stesso Ermanno Olmi.

### Tematiche
In questo romanzo, l'amore e la guerra si alternano. La sensazione di soffocamento, dovuta ai bombardamenti e ai mutamenti dello stile di vivere, si alterna al desiderio amoroso del protagonista, alla voglia di vivere dei suoi amici della colonia di via Cantoni a Treviglio.
Un'altra chiave di lettura del romanzo si trova nella diversa prospettiva della guerra che hanno i bambini e gli adulti: i primi vedono la guerra come un gioco, tanto che si divertono a simulare i bombardamenti aerei, e danno più importanza all'amore e alle esperienze di vita. Gli adulti, invece, che hanno vissuto anche il precedente conflitto, sono preoccupati e demoralizzati.

## Edizioni
- Ermanno Olmi, Ragazzo della Bovisa, Camunia, 1986,  pp. pp. 167, ASIN B005WW409S.
- Ermanno Olmi, Ragazzo della Bovisa, piccola biblioteca Oscar, Mondadori, 2004,  pp. pp. 171, ISBN 978-88-04-52997-2.